# Joop (voornaam)
Joop is een Nederlandse mannelijke voornaam.

## Politici en bestuurders
- Joop Alssema (1949), Nederlands politicus
- Joop Atsma (1956), Nederlands politicus en sportbestuurder
- Joop Bakker (politicus) (1921-2003), Nederlands politicus
- Joop van den Berg (Eerste Kamerlid) (1941), Nederlands politicus, journalist en hoogleraar
- Joop van den Berg (Tweede Kamerlid) (1941-2023), Nederlands politicus en bestuurder
- Joop de Boe (1941), Nederlands politicus
- Joop Boertjens (1948), Nederlands politicus
- Joop Daalmeijer (1946), Nederlands bestuurder en journalist
- Joop Donkervoort (1949), Nederlands zakenman
- Joop van Elsen (1916-2006), Nederlands politicus en militair
- Joop van Gils (1927-2024), Nederlands politicus
- Joop Glimmerveen (1928-2022), Nederlands politicus
- Joop Haex (1911-2002), Nederlands politicus
- Joop Huurman (1916-1976), Nederlands politicus
- Joop Kaulingfreks (1921-2011), Nederlands politicus en jurist
- Joop Lahnstein (1934-2018), Nederlands politicus en onderwijzer
- Joop Post (1950), Nederlands politicus en zakenman
- Joop Postma (1932-2014), Nederlands politicus
- Joop van der Reijden (1927-2006), Nederlands politicus en bestuurder
- Joop Reuver (1928), Nederlands politicus
- Joop van Santen (1908-1992), Nederlands politicus en econoom
- Joop Schepers (1940-2009), Nederlands politicus
- Joop Tettero (ca. 1936), Nederlands politicus
- Joop Ubaghs-Huisman (1931-2009), Nederlands politicus
- Joop den Uyl (1919-1987), Nederlands politicus
- Joop Verzele (1972), Belgisch politicus
- Joop Vogt (1927-2012), Nederlands politicus
- Joop Voogd (1916-1983), Nederlands politicus
- Joop Wagenaar (1921-1993), Nederlands politicus
- Joop Wijn (1969), Nederlands bestuurder, econoom en politicus
- Joop Wolff (1927-2007), Nederlands politicus
- Joop Worrell (1938), Nederlands politicus
- Joop van der Zwaag (1934-2003), Nederlands politicus

## Sporters

### Voetballers en keepers
- Joop Böckling (1955), Nederlands voetballer
- Joop Boltendal (1940-2005), Nederlands voetballer
- Joop Boutmy (1894-1972), Nederlands voetballer
- Joop Brand (1936), Nederlands voetballer en voetbaltrainer
- Joop Burgers (1940), Nederlands voetballer
- Joop de Busser (1916-2001), Nederlands voetballer en voetbaltrainer
- Joop Butter (1936-2012), Nederlands voetballer
- Joop van Daele (1947-2025), Nederlands voetballer
- Joop Daniëls (1931-2001), Nederlands voetballer
- Joop Doornebosch (1948), Nederlands voetballer
- Joop van Dort, bijnaam van Jan van Dort (1889-1967), Nederlands voetballer
- Joop Eversteijn (1921-2013), Nederlands voetballer
- Joop Gall (1963), Nederlands voetballer en voetbaltrainer
- Joop van der Heide (1917-1980), Nederlands voetballer
- Joop Hendricks (1946), Nederlands voetballer
- Joop Hiele (1958), Nederlandse keeper
- Joop Janssen (1936), Nederlands voetballer
- Joop de Klerk (1948), Nederlands voetballer
- Joop Korebrits (1943-2011), Nederlands voetballer
- Joop Korevaar (1950), Nederlands voetballer
- Joop de Kubber (1927-2002), Nederlands voetballer
- Joop Langhorst (1943-2013), Nederlands voetballer
- Joop Lankhaar (1966), Nederlands voetballer
- Joop Leidekker (1951), Nederlands voetballer en fysiotherapeut
- Joop van Maurik (1945), Nederlands voetballer
- Joop Mom (1952), Nederlands voetballer
- Joop van Nellen (1910-1992), Nederlands voetballer
- Joop Niezen (1935-2025), Nederlands voetballer en sportjournalist
- Joop Odenthal (1924-2005), Nederlands voetballer en honkballer
- Joop Oostdam (1958), Nederlands-Indonesisch voetballer
- Joop Pelser (1892-1974), Nederlands voetballer
- Joop Schuman (1934-2003), Nederlands voetballer
- Joop Snippe (1957), Nederlands voetballer
- Joop Stoffelen (1921-2005), Nederlands voetballer
- Joop ter Beek (1901-1934), Nederlands voetballer
- Joop Vervoort (1932-1993), Nederlands voetbalscheidsrechter
- Joop Wildbret (1946), Nederlands voetballer
- Joop Wille (1920-2009), Nederlands voetballer

### Wielrenners
- Joop Captein (1937), Nederlands wielrenner
- Joop Demmenie (1918-1991), Nederlands wielrenner
- Joop Harmans (1921-2015), Nederlands wielrenner
- Joop Middelink (1921-1986), Nederlands wielrenner en wielercoach
- Joop van der Putten (1935), Nederlands wielrenner
- Joop Zoetemelk (1946), Nederlands wielrenner

### Bestuurders
- Joop Alberda (1951), Nederlands sportbestuurder
- Joop Munsterman (1951), Nederlands sportbestuurder en functionaris
- Joop Vullers (1959), Nederlands sportbestuurder
- Joop Wagener (1881-1945), Nederlands hockeyer en sportbestuurder

### Overige
- Joop Bakker (honkballer), Nederlands honkballer
- Joop Cabout (1927-2013), Nederlands waterpolospeler
- Joop Carp (1897-1962), Nederlands zeiler
- Joop Geurts (1923-2009), Nederlands honkballer
- Joop Gouweleeuw (1940-2017), Nederlands judoka
- Joop Kamstra (1905-1957), Nederlandse atleet
- Joop Keizer (sporter) (1941), Nederlandse ultraloper en triatleet
- Joop Kolenbrander (1944), Nederlandse schaker
- Joop Lambermont (1895-1983), Nederlands biljarter
- Joop van der Leij (1898-1991), Nederlandse atleet
- Joop Mackaay (1938), Nederlandse judoka
- Joop Martens (scheidsrechter) (1914-2002), Nederlands voetbalscheidsrechter
- Joop van Moorsel (1902-1977), Nederlands voetbalscheidsrechter
- Joop Overdijk (1907), Nederlandse atleet
- Joop Rohner (1927-2005), Nederlands waterpolospeler
- Joop Rühl (1916-1986), Nederlandse golfprofessional
- Joop Stokkel (1967), Nederlands zwemmer en dressuurruiter
- Joop Tinkhof (1938), Nederlands-Indisch volleybalinternational
- Joop Verbon (1942-2014), Nederlands bokser
- Joop Vermeulen (1907-1984), Nederlandse langeafstandsloper
- Joop van Werkhoven (1950), Nederlands zeiler
- Joop van Woerkom (1912-1998), Nederlands waterpolospeler
- Joop Zalm (1897-1969), Nederlands gewichtheffer

## Media

### Journalisten
- Joop van den Broek (1926-1997), Nederlandse journalist en schrijver
- Joop Holthausen (1945), Nederlandse journalist en auteur
- Joop Lücker (1914-1980), Nederlandse journalist
- Joop van Tijn (1938-1997), Nederlandse journalist
- Joop van Zijl (1935), Nederlandse journalist en presentator

### Overige
- Joop van den Ende (1942), Nederlands mediamagnaat
- Joop Koopman (1930-2011), Nederlands radio- en televisiepresentator
- Joop Landré (1909-1997), Nederlands omroepman
- Joop Reinboud (1920-1986), Nederlands presentator en programmamaker
- Joop Smits (1926-2003), Nederlandse televisieomroeper
- Joop Visch (1940-2017), Nederlands televisieproducent

## Kunsten

### Beeldhouwers en schilders
- Joop Beljon (1922-2002), Nederlandse beeldhouwer en lithograaf
- Joop de Blaauw (1941), Nederlandse beeldhouwer
- Joop Falke (1933-2016), Nederlandse kunstenaar en edelsmid
- Joop Haffmans (1922-2014), Nederlands beeldhouwer en ontwerper
- Joop Hekman (1921-2013), Nederlandse beeldhouwer en medailleur
- Joop Holsbergen (1895-1990), Nederlandse beeldhouwer en schilder
- Joop van Kralingen (1916-2001), Nederlands beeldend kunstenaar
- Joop van Lunteren (1882-1958), Nederlandse beeldhouwer
- Joop Moesman, bijnaam van J.H. Moesman (1909-1988), Nederlands kunstschilder en letterontwerper
- Joop Puntman (1934-2013), Nederlandse beeldhouwer en keramist
- Joop Sjollema (1900-1990), Nederlands kunstschilder en graficus
- Joop Stierhout (1911-1997), Nederlands kunstschilder
- Joop te Riele (1939), Nederlands beeldhouwer
- Joop Traarbach (1920-2006), Nederlandse kunstschilder
- Joop Uittenbogaard (1916-2010), Nederlandse kunstschilder
- Joop Veldheer (1892-1987), Nederlands beeldhouwer
- Joop Wouters (1942), Nederlands beeldhouwer

### Acteurs
- Joop Admiraal (1937-2006), Nederlands acteur
- Joop Dikmans (1930), Nederlands acteur en clown
- Joop Doderer (1921-2005), Nederlands acteur
- Joop Keesmaat (1943), Nederlands acteur
- Joop Wittermans (1946), Nederlands acteur

### Musici en zangers
- Johannes Petrus Laro (1927-1992), Nederlands musicus en dirigent
- Joop Ayal (1925-2013), Nederlands-Indonesisch saxofonist
- Joop Boerstoel (1965), Nederlandse dirigent
- Joop Celis (1958), Nederlands pianist
- Joop de Knegt (1931-1998), Nederlands zanger
- Joop Elders (1917-1974), Nederlands fluitist en ensembleleider
- Joop van Erven (1949), Nederlandse jazz-drummer
- Joop Korzelius (1925), Nederlandse jazz-drummer
- Joop Laro, bijnaam van Johannes Petrus Laro (1927-1992), Nederlands componist en musicus
- Joop Reynolds (1927-2014), Nederlandse componist en pianist
- Joop Stokkermans (1937-2012), Nederlands componist en pianist
- Joop Tromp, Nederlands drummer
- Joop Visser, bijnaam van Jaap Fischer (1938), Nederlandstalige liedjeszanger en tekstdichter
- Joop van Zon, Nederlands dirigent en pianist

### Auteurs
- Joop van Baaren (1914-1998), Nederlandse auteur en uitgever
- Joop Bonnemaijers (1929), Nederlandse schrijver
- Joop Boomsma (1945-2018), Nederlands schrijver en dichter
- Joop van den Haak (1937-2016), Nederlandse auteur
- Joop Waasdorp (1917-1988), Nederlands schrijver en journalist

## Verzetsstrijders en Engelandvaarders
- Joop Abbink (1916-2013), Nederlands verzetsstrijder
- Joop Eijl (1896-1941), Nederlandse verzetsstrijder
- Joop de Heus (1918-1993), Nederlands verzetsstrijder en collaborateur
- Joop Hollebrands (1908-1978), Nederlands verzetsstrijder
- Joop Kolkman (1896-1944), Nederlands verzetsstrijder
- Joop Luijkenaar (1918-1996), Nederlandse Engelandvaarder
- Joop van der Meij (1910-1999), Nederlandse Engelandvaarder
- Joop Oudenaller (1876-1945), Nederlands verzetsstrijder en typograaf
- Joop Piller (1914-1998), Nederlandse verzetsstrijder
- Joop van Veldhoven (1910-1980), Nederlands verzetsstrijder
- Joop Westerweel (1899-1944), Nederlandse verzetsstrijder
- Joop Woortman (1905-1945), Nederlandse verzetsstrijder
- Joop Zwart (1912-1991), Nederlands verzetsstrijder en activist

## Hoogleraren
- Joop Boendermaker (1925-2018), Nederlands hoogleraar emeritus
- Joop Bouma, bijnaam van Johannes Lützen Bouma (1934), Nederlands emeritus hoogleraar en econoom
- Joop Doorman (1928-2009), Nederlands hoogleraar en filosoof
- Joop van der Horst (1949), Nederlandse hoogleraar
- Joop Hox (1949), Nederlands hoogleraar en psycholoog
- Joop Klant (1915-1994), Nederlands hoogleraar en econoom
- Joop Schaminée (1957), Nederlands botanicus en hoogleraar vegetatiekunde
- Joop van der Ven (1907-1988), Nederlands hoogleraar en jurist

## Personages
- Joop Klepzeiker, titelpersonage uit een stripreeks
- Joop Mengelmoes, personage uit Samson en Gert

## Overige
- Joop Baank (1933), Nederlands rechts-radicaal
- Joop Beek (1917-1983), Nederlands-Indonesisch jezuïet en priester
- Joop Braakhekke (1941-2016), Nederlandse televisiekok en restauranthouder
- Joop van Caldenborgh (1940), Nederlandse industrieel en kunstverzamelaar
- Joop Carley (1893-1982), Nederlandse vliegtuigbouwer
- Joop Colson (1901-1966), Nederlands fotograaf
- Joop Gankema (1949), Nederlandse voorman pinksterbeweging
- Joop Geesink (1913-1984), Nederlandse filmproducent
- Joop Goudsblom (1932), Nederlands socioloog
- Joop Hueting (1927-2018), Nederlands militair en psycholoog
- Joop M. Joosten (1926-2017), Nederlands kunsthistoricus
- Joop Mulder, bijnaam van Johan Nicolaas Mulder (1915-1991), Nederlands militair
- Joop van Ooijen, boer, bekend van de Zaak-"Jezus redt"
- Joop van Oosterom (1937-2016), Nederlands ondernemer en schaker
- Joop Pison (1952), oprichter Algemene Vereniging Nederlandse Militairen
- Joop van Riessen (1943), Nederlands politiefunctionaris
- Joop Ritmeester van de Kamp (1920-2005), Nederlands zakenman
- Joop Rosbach (1897-2004), voormalig oudste levende Nederlandse man
- Joop Schafthuizen (1948), partner van Gerard Reve
- Joop Schaye (1973), Amerikaans-Nederlandse sterrenkundige
- Joop Schotanus (1932-2011), Nederlandse zendeling
- Joop van Stigt (1934-2011), Nederlandse architect
- Joop van Tellingen (1944-2012), Nederlands paparazzo
- Joop den Tonkelaar (1926-2001), Nederlands weerman en meteoroloog
- Joop Wilhelmus (1943-1994), Nederlands pornograaf
- Joop Zijlaard (1943), Nederlandse gangmaker en horecaondernemer
- Zwarte Joop, bijnaam van Maurits de Vries (1935-1986), Nederlandse crimineel